# Lespugue
 Lespugue  es una población y comuna francesa, en la región de Mediodía-Pirineos, departamento de Alto Garona, en el distrito de Saint-Gaudens y cantón de Boulogne-sur-Gesse.
En sus cercanías se descubrió una talla prehistórica de marfil denominada Venus de Lespugue.

## Demografía
| 135 | 137 | 108 | 107 | 84 | 83 |
| Para los censos de 1962 a 1999 la población legal corresponde a la población sin duplicidades (Fuente: INSEE [Consultar]) |     |     |     |    |    |